# Nur um tausend Dollar
Nur um tausend Dollar, manchmal auch unter Nur um 1000 Dollar geführt, ist ein Kriminalfilm der deutschen Filmreihe Harry Higgs. Er entstand im Winter 1917/18 unter der Regie von Rudolf Meinert mit Hans Mierendorff in der Hauptrolle des Detektivs.

## Handlung
Der Edelsteinsammler John Mitchell geht mit seinem Clubfreund Robert Leroy eine absonderliche Wette ein: Er wettet um 1000 Dollar, dass er in den kommenden fünf Tagen ein Verbrechen verüben wird, ohne dass der Meisterdetektiv Harry Higgs ihn dessen überführen wird. Ein weiteres Clubmitglied, ein gewisser Alfons Thauret, bekommt Wind von der Sache und nutzt die Gunst der Stunde, ein Verbrechen zu verüben, das man Mitchell gut in die Schuhe schieben kann: Er begeht einen raffinierten Juwelendiebstahl. Natürlich lässt sich Higgs nicht so leicht hinters Licht führen und klärt die beiden Fälle.

## Produktionsnotizen
Nur um tausend Dollar passierte im März 1918 die Zensur, erhielt Jugendverbot und wurde am 18. April 1918 in Berlins Tauentzienpalast uraufgeführt. In Österreich-Ungarn lief der Film ab dem 16. August 1918.

## Kritik
In Paimann’s Filmlisten ist zu lesen: „Stoff phantastisch. Spiel, Photos und Szenerie sehr gut.“